# Monika Potokar
Monika Potokar (Lubiana, 18 dicembre 1987) è una pallavolista slovena.
Gioca nel ruolo di schiacciatrice nell'Ilioupolīs.

## Carriera
La carriera professionistica di Monika Potokar inizia nella stagione 2007-08 quando esordisce con l'HIT Nova Gorica nella 1. DOL, massima serie del campionato sloveno, club a cui resta legata per due stagioni, vincendo lo scudetto 2007-08 e due Coppe di Slovenia; nel 2009 ottiene le prime convocazioni nella nazionale slovena.
Nella stagione 2009-10 passa al Branik, sempre in 1. DOL, al quale è legata per tre annate vincendo due campionati e tre coppe nazionale. Nella stagione 2012-13 si trasferisce per la prima volta all'estero, in Italia, per giocare con il Chieri Torino, in Serie A1: tuttavia a campionato in corso viene ceduta alle francesi dello Hainaut di Valenciennes, in Ligue A.
Nella stagione 2013-14 viene ingaggiata dallo Știința Bacău nella Divizia A1 rumena, aggiudicandosi scudetto e Coppa di Romania, mentre nell'annata successiva torna nuovamente al club di Maribor: a metà stagione è ceduta al Forlì, nella Serie A1 italiana.
Per il campionato 2015-16 veste la maglia del Kamnik, nel massimo campionato sloveno; nel campionato seguente approda invece in Grecia, dove difende i colori del Pannaxiakos in A1 Ethnikī. Resta nella massima divisione ellenica anche nella stagione 2017-18, vestendo la maglia del Thīras, e in quella seguente, giocando con l'Ilioupolīs.

## Palmarès

### Club
- Campionato sloveno: 3

2007-08, 2010-11, 2011-12
- Campionato rumeno: 1

2013-14
- Coppa di Slovenia: 5

2007-08, 2008-09, 2009-10, 2010-11, 2011-12
- Coppa di Romania: 1

2013-14